# Józefina Rogosz-Walewska
Józefina Alicja Rogosz-Walewska h. Ostoja, znana także jako Józefina Colonna-Walewska, primo voto Rogosz-Zagórska, secundo voto Rogosz-Pieńkowska (ur. 12 sierpnia 1884  w Nowym Siole pod Stryjem, zm. 12 lutego 1968 w Krakowie) – polska  aktorka, poetka i pisarka.

## Życiorys

Ostoja, herb rodziny Rogoszów.

Józefina Alicja Rogosz  urodziła się w Nowym Siole pod Stryjem w 1884, jako jedna z pięciorga dzieci Józefa Atanazego Rogosza h. Ostoja i  Józefy Ludwiki Wilczyńskiej h. Poraj.
Ukończyła szkołę średnią i Wyższe Kursy dla Kobiet w Krakowie. 23 stycznia 1904 w Krakowie wyszła za mąż za Romana Zagórskiego (1875-1927), lekarza psychiatrę.  Małżeństwo trwało jednak krótko, gdyż już 30 czerwca 1906, także w Krakowie, wyszła za mąż za Ignacego Pieńkowskiego (1877-1948), polskiego malarza, wykładowcę na Akademii Sztuk Pięknych w Krakowie. Namalował on jej 4 portrety, w tym w 1907 najsławniejszy Portret żony przy stole. Także i to małżeństwo rozpadło się. Następnie pozostawała w związku z aktorem i reżyserem Januszem Warneckim (1895-1970), któremu w 1919 roku urodziła córkę, Jadwigę Colonna-Walewską (w przyszłości także aktorkę teatralną). 3 września 1921, także w Krakowie wyszła po raz trzeci za mąż za Stanisława Colonnę-Walewskiego (1890-?), a w rok później urodziła mu syna, Krzysztofa.  
Debiutowała 23 sierpnia 1910 w krakowskim Teatrze im. Słowackiego jako Maria w Warszawiance. W następnych 10 latach występowała także na deskach Teatru Wielkiego w Warszawie, Teatru Polskiego w Poznaniu, Teatru Polskiego w Łodzi, Teatru Małego w Warszawie i Teatru Miejskiego we Lwowie. Występowała także w objazdowym zespole D. Baranowskiego (m.in. w Rzeszowie i w Przemyślu). W 1919 z powodów osobistych (urodzenie córki), wycofała się z teatru, do którego już nie wróciła.
Po opuszczeniu teatru prowadziła w Krakowie pensjonat i pracownię modniarską. Po II wojnie światowej utrzymywała się z renty.
Ojciec aktorki znany był jako publicysta i pisarz. Józefina, podtrzymując rodzinne tradycje, po opuszczeniu sceny zajęła się, podobnie jak jej starsza siostra Zofia, także pisarstwem. Oprócz 9 samodzielnych publikacji, wydała także wraz z siostrą zbiór poezji dla dzieci i młodzieży W słoneczku, a także opowiadanie Przez kolorowe okienko.
Pochowana na cmentarzu Rakowickim w Krakowie (kwatera BC, rząd wsch.).

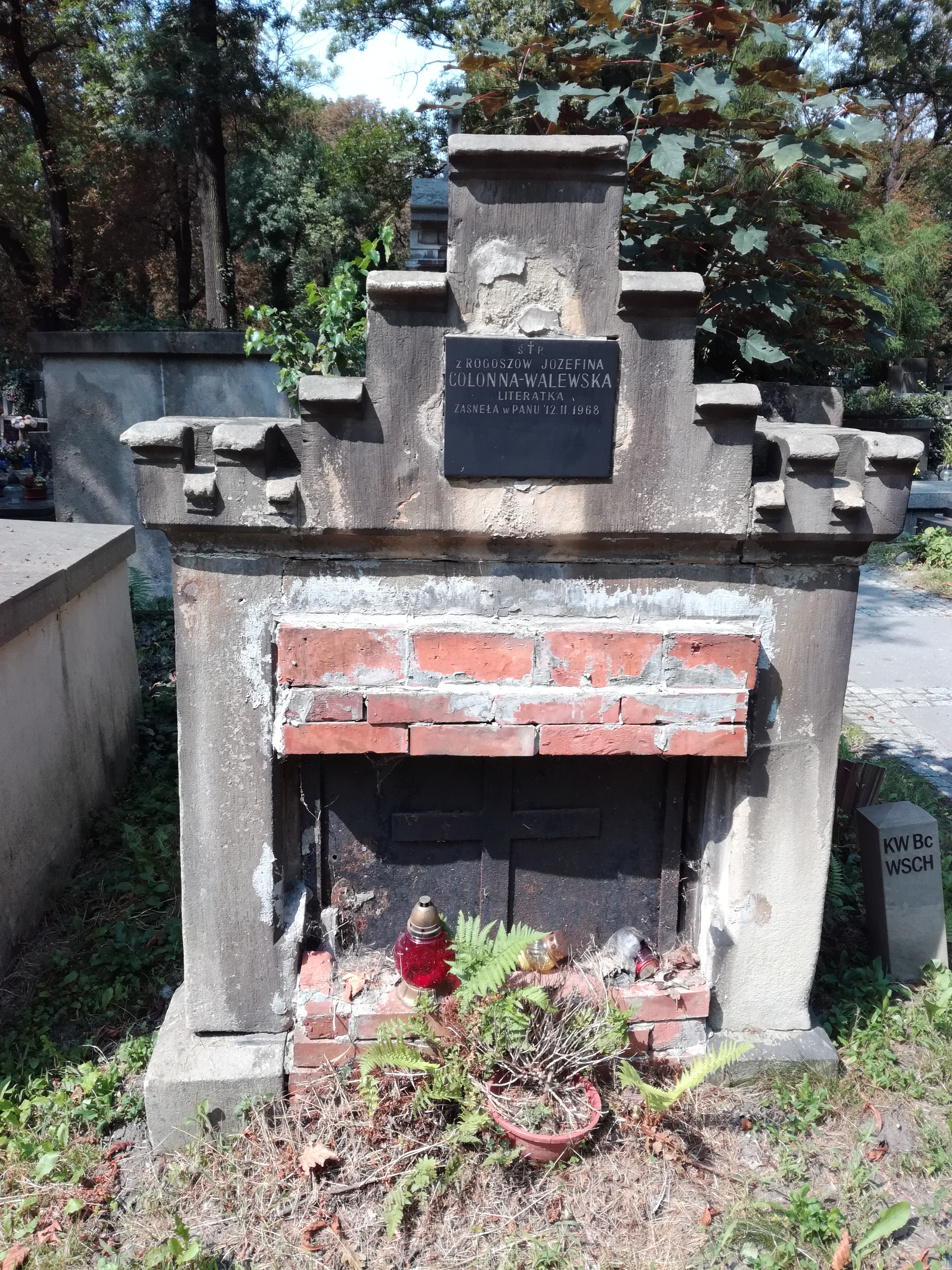
Grób Józefiny Rogosz-Walewskiej na cmentarzu Rakowickim w Krakowie

## Twórczość
- W słoneczku: poezye dla dzieci i młodzieży (1918, wraz z Zofią Rogoszówną)
- Serce: poezye (1921)
- Prochom Juljusza Słowackiego (1927)
- Jak wesoło na wsi; Brzuś (1928)
- Na drodze (1929)
- Na szali słonecznej (1930)
- Przez kolorowe okienko (1930, wraz z Zofią Rogoszówną)
- Cieniom Wodza Narodu: cztery pieśni o Józefie Piłsudskim (1935)
- Radość samotna: (Puszcza Augustowska) (1930)
- Fiat voluntas Tua: ubogi jestem w duchu, poemat (1939)
- Hubert (1947)